# Широли, Грегорио
Грегорио Широли (итал. Gregorio Sciroli), или Грегорио Сироли (итал. Gregorio Siroli; 5 октября 1721 года, Неаполь, Неаполитанское королевство — около 1781 года, там же) — итальянский композитор и музыкальный педагог.

## Биография
Грегорио Широли родился в Неаполе 5 октября 1722 года. Ещё в детстве в нём проявились способности к музыке. При покровительстве своего крёстного герцога Каприльяно, на службе у которого находился его отец, 1 октября 1732 года он поступил в консерваторию Пьета дей Туркини, где обучался музыке до 1741 года у Лоренцо Фаго и Леонардо Лео.
Дебютировал как оперный композитор во время карнавала 1747 года в Неаполе на сцене театра Фьорентини фарсом «Капитан Джанкокоцца» (итал. Capitan Giancocozza) по либретто Доменико Антонио Ди Фьоре. Большинство его сценических произведений носили комический характер.  Это были интермедии, фарсы и одноактные оперы-буффа, ставившиеся в театрах Неаполя, Рима, Палермо.
В 1752 был принят на место капельмейстера в капеллу князя Бизиньяно. С 1753 по 1757 год был директором Палермской консерватории. В июне 1753 года был нанят вторым клавесинистом в театр Сан-Карло на сезон 1753—1754 годов, но исполнял свои обязанности лишь частично, так, как был занят в Палермо.
Помимо композиторской деятельности, Грегорио Широли также преподавал вокал. Одним из его учеников был известный певец-кастрат Джузеппе Априле, чей дебют состоялся в декабре 1753 года на сцене театра Сан-Карло в Неаполе под псевдонимом Широлино.
В эти годы активно содействовал популяризации неаполитанской оперной школы. Его сценические произведения ставились не только на сценах театров Неаполитанского и Сицилийского королевств, но и в Великом герцогстве Тосканском, Папской области, Миланском герцогстве и Венецианской республике. В 1766 году поселился в Венеции, откуда вскоре переехал в Милан. В 1779 году вернулся в Неаполь, где представил публике несколько произведений церковной музыки, а также свои оперы в театре Сан-Карло во время сезона 1779—1780 годов, завершив композиторскую карьеру. Точная дата смерти Грегорио Широли не известна.

## Творческое наследие
Творческое наследие композитора включает 35 опер (5 из которых имеют спорную атрибуцию), 8 месс, 2 оратории, 18 других сочинений церковной музыки, 5 мотетов, 5 симфоний, 6 концертов и многочисленные инструментальные произведения. Его соната для кларнета в сопровождении баса-континуо, написанная в 1770 году, считается одним из самых ранних произведений для этого инструмента.